# Idra (isola)
Idra (anche Hydra ed in greco Ύδρα?, Ydra), è un'isola della Grecia, situata nel golfo Saronico (mar Egeo), presso il suo limite con il golfo Argolico.

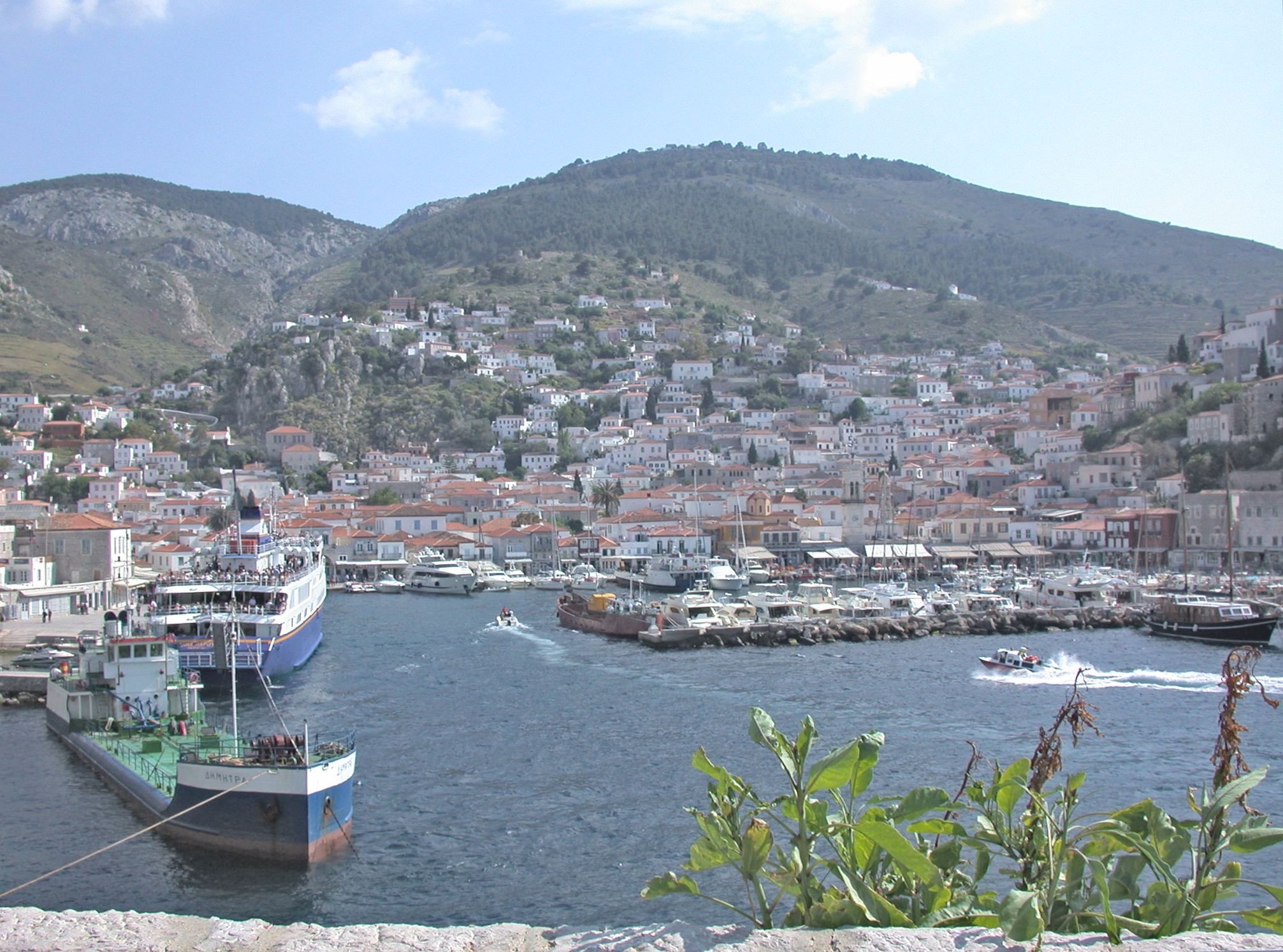
Il porto di Idra dal bastione nord-orientale

## Geografia
L'isola si trova tra quelle di Poros e di Spetses, non lontana dalla costa del Peloponneso, da cui la separa il ristretto golfo di Idra, e a 37 miglia nautiche dal Pireo (Atene). Fa parte della prefettura dell'Attica, e il codice postale è 180 40. È di forma allungata, con una larghezza minima di 6 km e una lunghezza massima di 23 km. La superficie è di 52 km², con 55 km di coste, ed ha 2719 abitanti (2001). Il rilievo è piuttosto accentuato. L'altitudine massima è raggiunta dal monte Eros (592 m s.l.m.) e la costa prevalentemente rocciosa. Il clima è temperato mediterraneo, con poche precipitazioni, con estati fresche e inverni miti. I venti prevalenti soffiano da nord.

## Storia
Nell'interno dell'isola (località di Episkopi) sono state trovate tracce di frequentazione risalenti al neolitico. Nell'antichità fu sede di uno stanziamento miceneo: in quest'epoca secondo lo storico greco Erodoto era sede del popolo dei "Driopi", che praticavano agricoltura, pesca e pastorizia. In epoca storica era probabilmente in gran parte disabitata e doveva far parte del territorio della città di Hermione, situata sulla vicina costa del Peloponneso. Intorno al 525 a.C. sembra fosse venduta a fuoriusciti dalla città di Samo. Nell'epoca romana e bizantina l'isola doveva ancora essere quasi disabitata, sebbene gli scavi di Episkopi dimostrino la presenza di abitati nell'interno. Uno dei principali ostacoli per il popolamento fu determinato dalla scarsità di acqua.

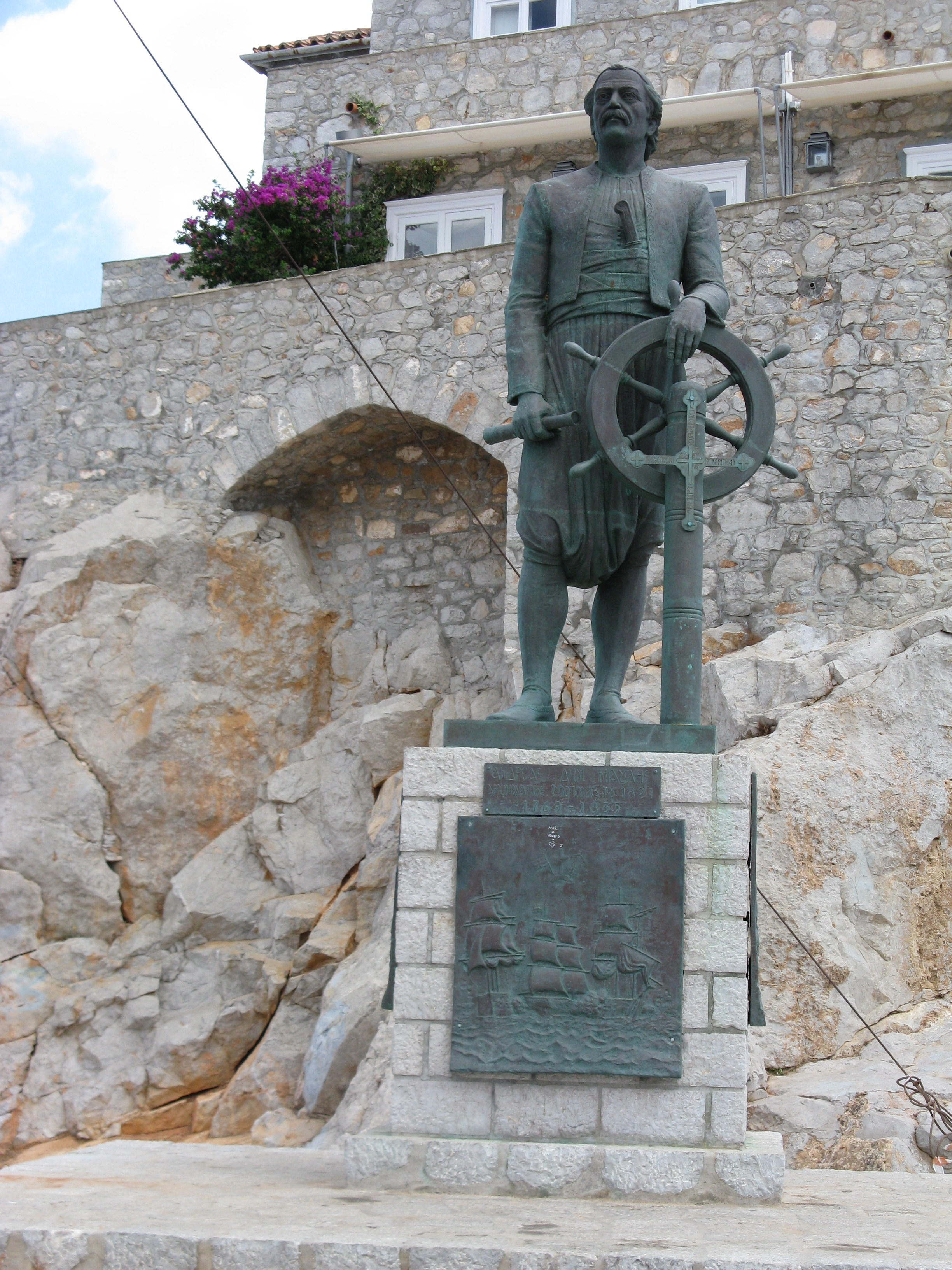
Statua di Andreas Miaoulis, eroe della Guerra d'indipendenza greca (1821-1830).

Agli inizi del XV secolo l'isola era abitata solo da poche famiglie di pastori, ma a partire dal 1460 alcuni albanesi ortodossi che avevano combattuto con i Veneziani contro i Turchi, si stabilirono nell'isola come pescatori. A quest'epoca risale il più antico insediamento di Kafia, nella parte più alta della attuale cittadina di Idra. Nel XVI e XVII secolo si stabilirono a Idra diverse famiglie provenienti da diverse zone della Grecia (Lazarou, Zerba, Mitarou, Nega, Gini, Gouma, Tompazi, Tsamados, Oikonomou). Nel XVIII secolo ebbe un grande sviluppo la sua flotta commerciale e agli inizi del XIX secolo l'isola aveva una popolazione di 27000 anime e una flotta di 150 navi. A quest'epoca risale la costruzione delle più importanti residenze, proprietà dei ricchi armatori, edifici in pietra a tre o quattro piani (lo sviluppo in altezza era reso necessario dalla pendenza del terreno).
Nel 1802 fu inviato come governatore di Idra, George Dimas Boulgaris, che combatté i pirati e contribuì allo sviluppo economico dell'isola. Durante le guerre napoleoniche furono le navi di Idra a rifornire la Francia e la Spagna, rompendo il blocco inglese. L'entrata in rivolta contro il governo ottomano fu dichiarata il 16 aprile 1821 e la popolazione contribuì attivamente alla lotta per l'indipendenza greca contro i Turchi (1821-1829) in particolare con la sua flotta.

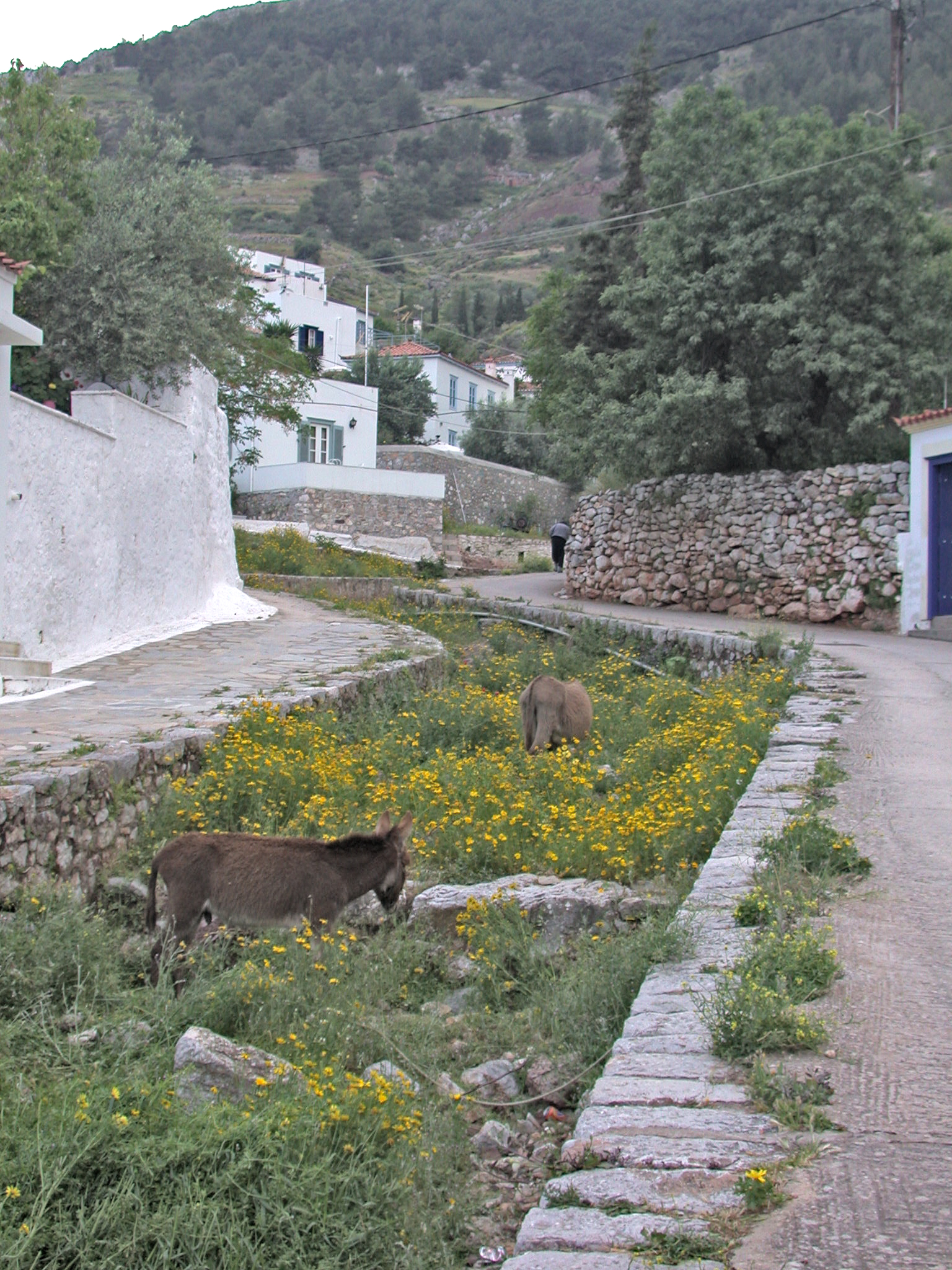
Strada della parte alta della città di Idra, con asini al pascolo nel letto asciutto del torrente.

Durante il XX secolo si sviluppò la pesca e la raccolta delle spugne, ma questa attività in seguito declinò.
Fino a quest'epoca si ricavava l'acqua dai pozzi, ma questi si asciugarono in seguito a un'attività sismica intorno alla metà del secolo e attualmente l'acqua deve essere importata dalla terraferma. A partire dagli anni 1950 ebbe un forte sviluppo turistico, sia per la sua vicinanza alla capitale Atene, sia a causa della completa mancanza di automobili o motociclette (i trasporti sono effettuati per mezzo di asini e muli). L'intera isola è considerata monumento nazionale e poiché qualsiasi alterazione agli edifici deve essere autorizzata, queste limitazioni hanno permesso che mantenesse intatto il suo carattere.
Hanno avuto case nell'isola il poeta e cantante canadese Leonard Cohen e il pittore Jannis Kounellis. Vi fu girato il film Il ragazzo sul delfino (1957), con Sophia Loren. Lo scrittore Lawrence Osborne vi ha ambientato il romanzo "L'estate dei fantasmi".

## Centri abitati
La popolazione si concentra sulla costa nord-occidentale, dove si trova anche il maggiore centro abitato, la cittadina di Idra, che è anche il porto principale e sede vescovile.

### Idra città

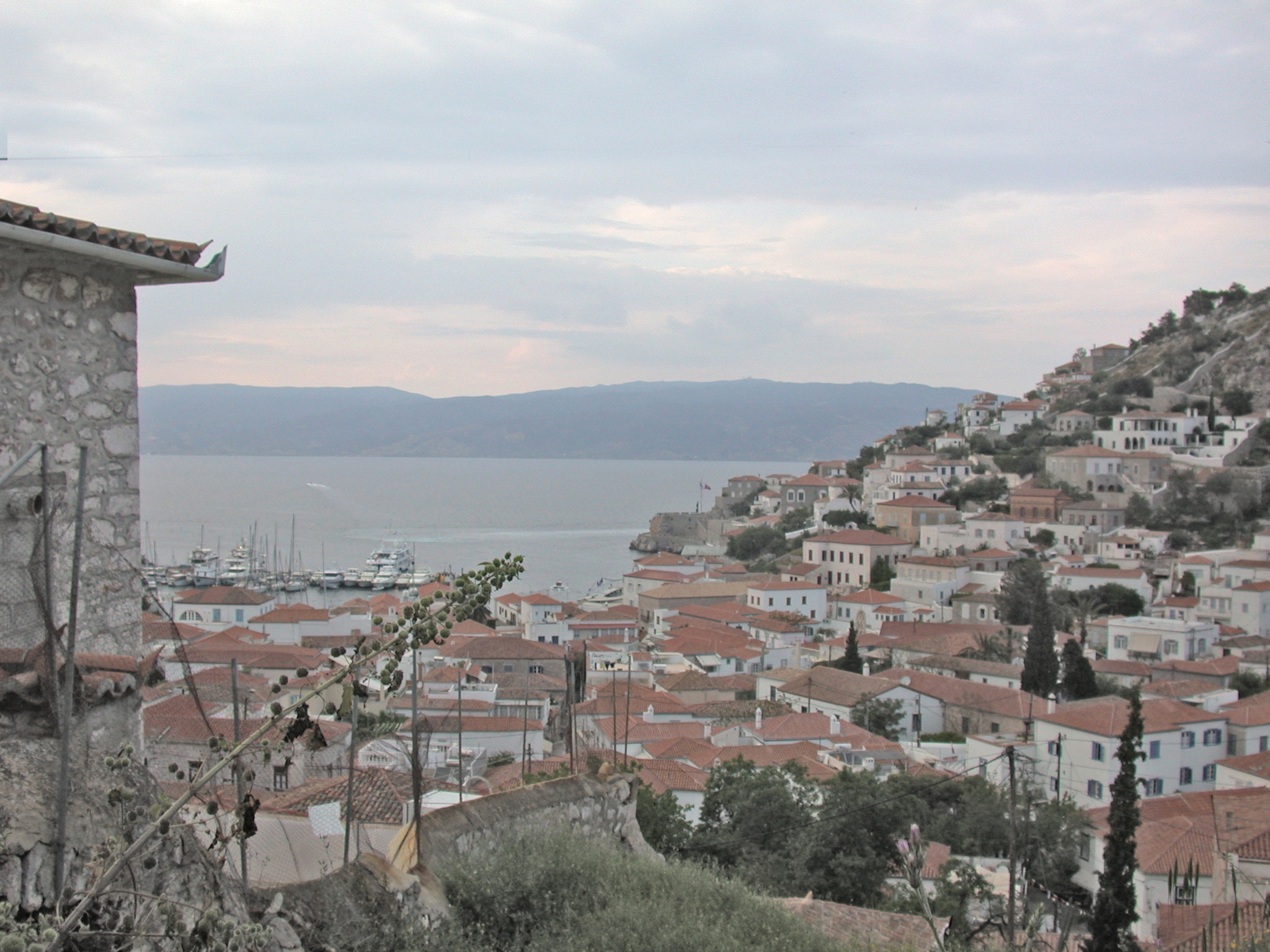
Panorama sul porto dalla città alta

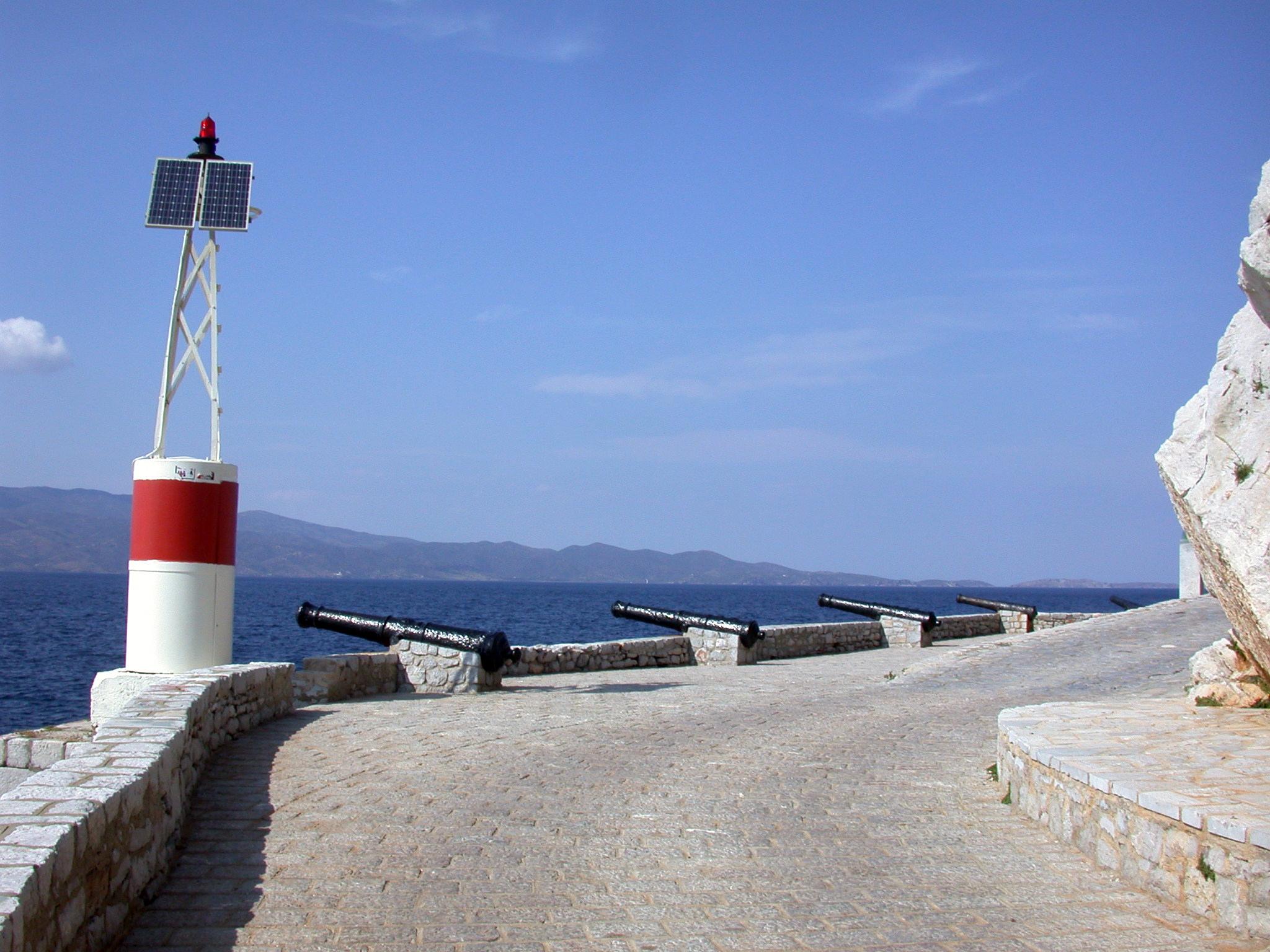
Cannoni sul bastione nord-orientale

La maggior parte degli edifici risale al XVIII secolo e vi sono numerose chiese. Le case si dispongono ad anfiteatro intorno al porto, difeso alle due estremità da due bastioni dotati di cannoni.
Al centro del porto si trova chiesa della Dormizione (chiamata anche "il Monastero"), la cattedrale di Idra, costruita nel 1648 e ricostruita nel 1774 dopo essere stata distrutta da un terremoto nel 1750. Presso la chiesa è il piccolo "Museo ecclesiastico e bizantino", ospitato nell'antica prigione
Sul lato sinistro del porto, verso nord-est, l'antica polveriera ospita attualmente le autorità portuali. Poco oltre si trova il "Museo storico" (fondato nel 1918 e dal 1952 di proprietà statale, ricostruito nel 1972, che ospita cimeli delle guerre balcaniche e delle due guerre mondiali, costumi tradizionali, polene di navi e una galleria di dipinti storici. Segue la casa della famiglia Tsamados, che oggi ospita l'Accademia nazionale della marina mercantile.
Sul lato opposto si trovano la casa della famiglia Tompazi, oggi Scuola delle Arti.
Sulla strada che sale dalla cattedrale si trova la casa di Lazaros Kountouriotis, costruita nel XVIII secolo e aperta alla visita. La strada conduce al quartiere di "Kiafa", la parte più antica della città.

### Altri centri

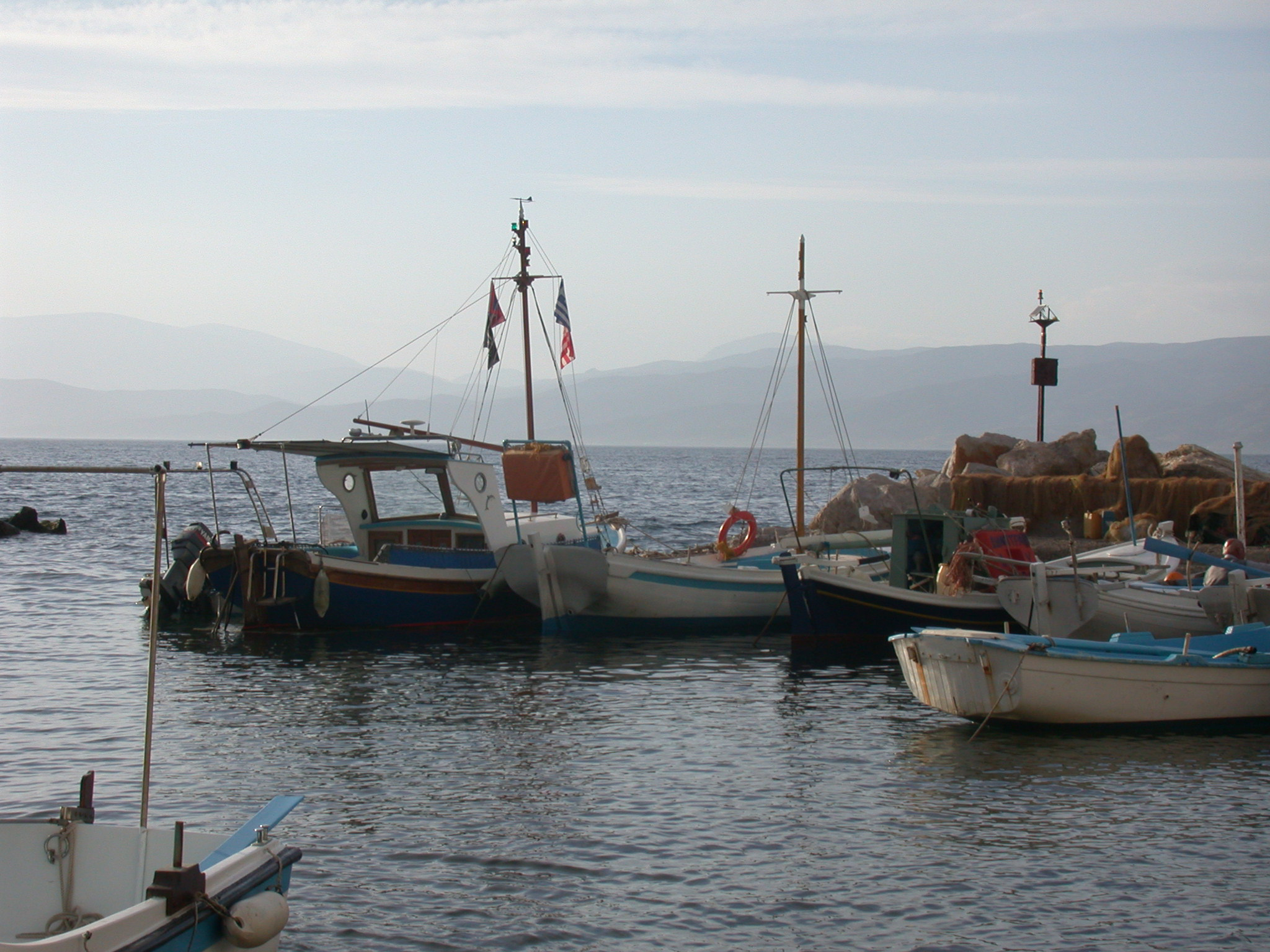
Il porticciolo di Kamini

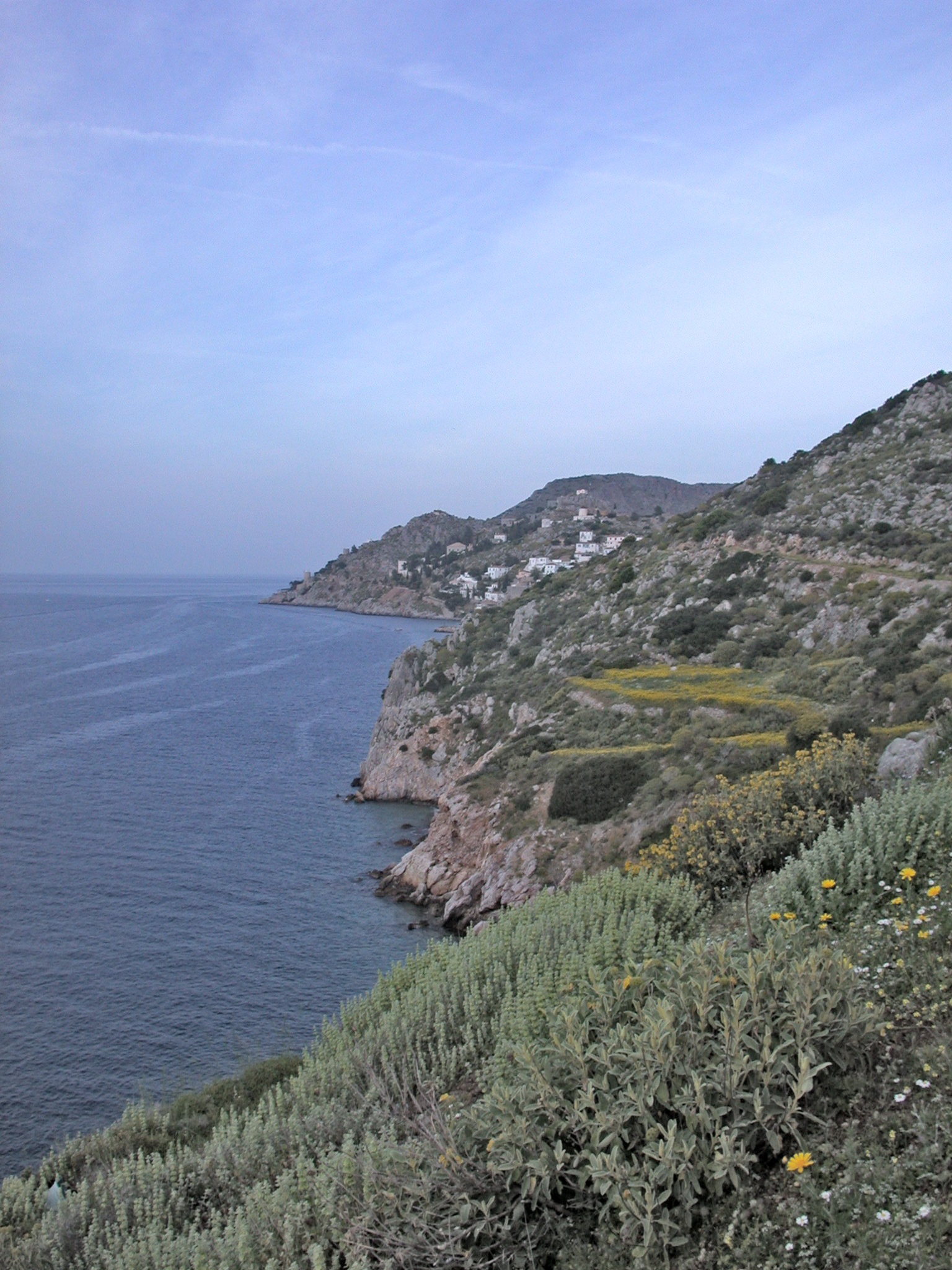
La costa rocciosa tra Palamidas e Kamini

A circa 1 km verso sud-ovest si trova il villaggio di Kamini e poco oltre quello di Vlychos, mentre verso nord-est si arriva alla baia di Mandraki, che durante la guerra per l'indipendenza era utilizzata come porto militare.
Verso sud-ovest, più lontano si trova l'insediamento di Molos, raggiungibile solo dal mare, e nell'interno quello di Episkopi.

### Monasteri
Nell'interno si trovano numerosi monasteri. Non lontano dalla cittadina di Idra:
- monastero del profeta Elia (maschile), dove fu imprigionato Klokotronis, eroe dell'indipendenza greca. Il monastero si trova nei pressi della più alta cima dell'isola
- monastero di Sant'Eupraxia (femminile)
- Palion Kalograion (femminile)

Sul lato sud-orientale dell'isola si trova il monastero della Vergine Maria di Zoubras, del 1814 e all'estremità sud-occidentale il monastero di san Nicola, del XVII secolo.

### Le spiagge
A partire dal porto di Idra, in direzione sud-ovest, si susseguono
- "Spilia" (rocce)
- "Hydronetta" (spiaggia di ciottoli).
- "Mikro Kamini" ("Piccola Kamini", presso il villaggio di Kamini, spiaggia di ciottoli
- "Vliho" con il piccolo santuario di San Haralampos

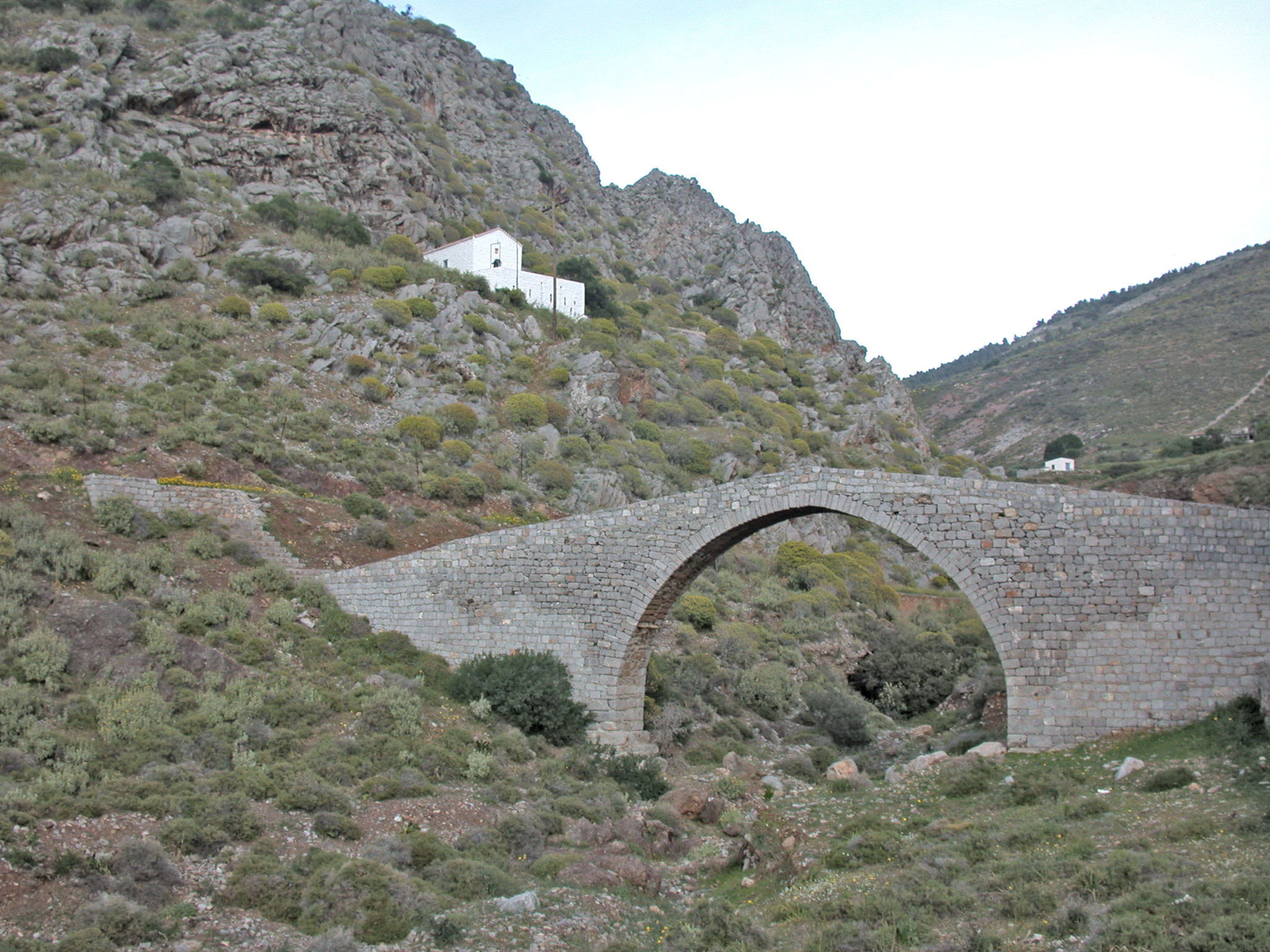
Il ponte seicentesco presso la spiaggia di Palamidas

- "Palamidas", raggiungibile attraverso un ponte del XVII secolo, vicino alla quale si trovano la residenza della famiglia Boulgaris e l'antica residenza del pascià turco.
- "Molos" (rocce)
- "Kaoumithi" (spiaggia di sabbia grossolana)
- "Bitsi" (spiaggia di ciottoli)
- "San Giorgio", presso l'omonima chiesetta.

All'estremità sud-orientale dell'isola si trova la spiaggia di ciottoli di "San Nicola".
Sempre a partire dal porto di Idra e in direzione nord-est, troviamo via via:
- "Nisiza" (spiaggia di ciottoli)
- "Klimaki"
- "Limnioniza" (spiaggia di ciottoli)
- "Mandraki" (spiaggia attrezzata)

## Folklore
Di particolare rilevanza i festeggiamenti della Settimana Santa durante la Pasqua ortodossa

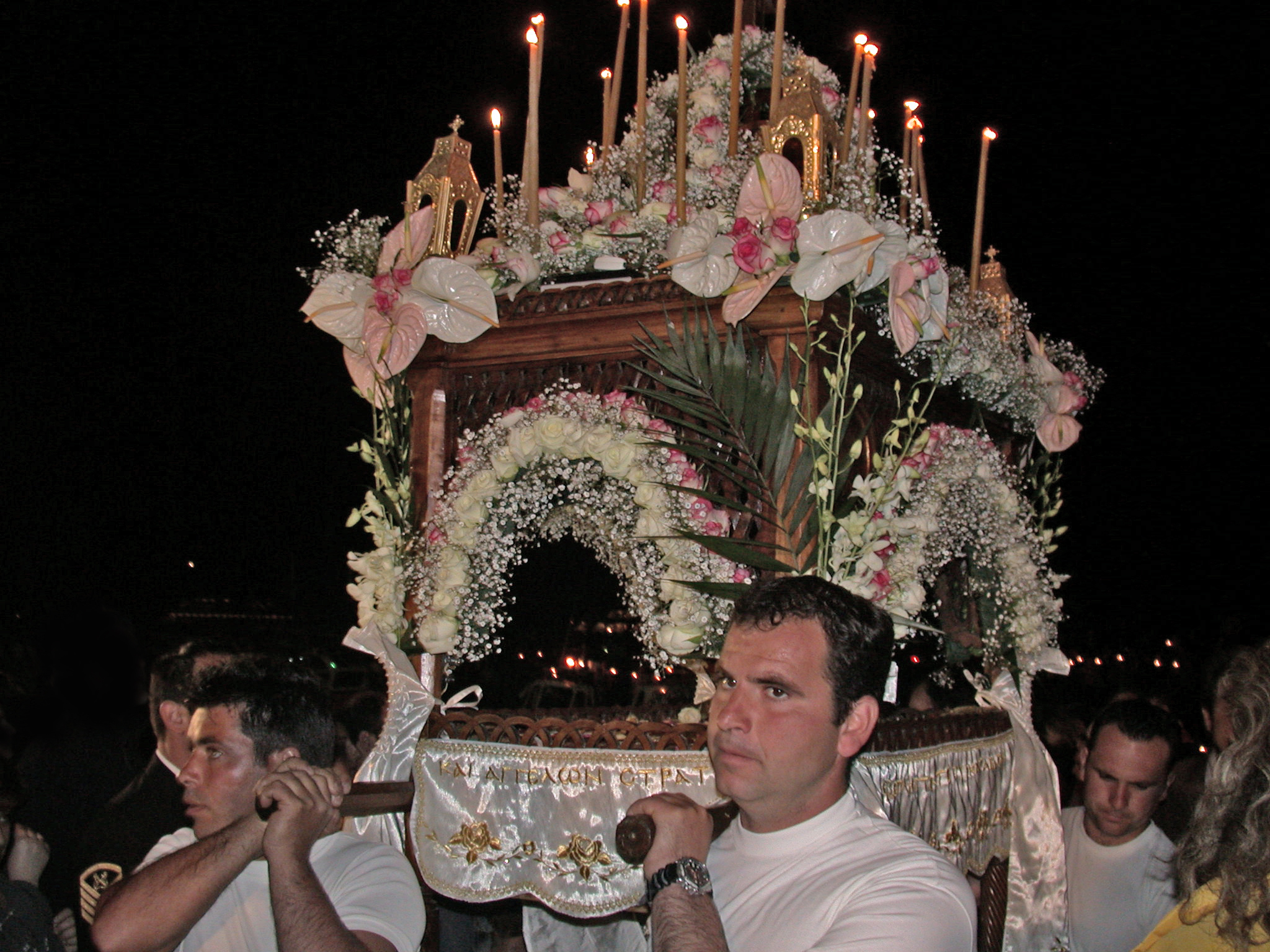
L'"Epitaffio" nella processione del venerdì santo a Kamini

Il venerdì santo si tiene la processione degli "Epitaffi", baldacchini fioriti che simboleggiano il trasporto del Cristo e realizzati da ciascuna delle parrocchie. Nella spiaggia del villaggio di Kamini i portatori, vestiti dei costumi tradizionali, si spingono nel mare, immersi fino al petto, per la benedizione dell'"Epitaffio".
Il sabato santo a mezzanotte si festeggia la Resurrezione di Cristo con grandi botti e la domenica di Pasqua alla sera si ha il tradizionale rogo di Giuda: sul porto un pupazzo raffigurante il traditore viene acceso sparandogli contro con i vecchi fucili.
Nel fine settimana vicino al 21 giugno si tiene la rievocazione storica della "Miaoulia", in onore dell'ammiraglio Miaoulis, un importante personaggio della rivolta contro i Turchi del 1821.
Il 14 novembre si tiene la festa di san Costantino di Idra, martire, nella chiesa costruita sulla casa di Kiafa dove aveva abitato il santo.

## Cultura di Massa
Durante gli anni 60 l'isola divenne molto famosa nella comunità internazionale di artisti, tra cui il pittore britannico Anthony Kingsmill-Lunn, il cantante canadese Leonard Cohen, l'attore di Broadway Gordon Merrick, il poeta americano Sheldon Cholst, lo scrittore svedese Göran Tunström ed i poeti statunitensi Allen Ginsberg e Gregory Corso.
Leonard Cohen aveva comprato sull'isola una casa per 1500 dollari e scrisse molti dei suoi romanzi e poesie proprio a Hydra, con una Olivetti Lettera 22. Qui conobbe la norvegese Marianne Ihlen, di cui si innamorò e a cui dedicò la canzone So Long, Marianne.